# Ronde van Lombardije 1980
De Ronde van Lombardije 1980 was de 74e editie van deze eendaagse Italiaanse wielerwedstrijd, en werd verreden op zaterdag 18 oktober 1980. Het parcours leidde van Milaan naar Como en ging over een afstand van 255 kilometer. 
De Belg Fons De Wolf won de sprint.

## Uitslag
| Ronde van Lombardije 1980 |                        |                        |          |
| Plaats                    | Naam                   | Ploeg                  | Tijd     |
| Winnaar                   | Fons De Wolf           | Boule d'Or-Studio Casa | 7u08'00" |
| 2                         | Alfredo Chinetti       | Inoxpran               | z.t.     |
| 3                         | Ludo Peeters           | IJsboerke-Warncke Eis  | z.t.     |
| 4                         | Theo de Rooy           | IJsboerke-Warncke Eis  | + 1' 07" |
| 5                         | Hennie Kuiper          | Peugeot-Esso           | z.t.     |
| 6                         | Roberto Ceruti         | Gis Gelati             | z.t.     |
| 7                         | Jean-Luc Vandenbroucke | La Redoute-Motobecane  | + 2' 32" |
| 8                         | Silvano Contini        | Bianchi-Piaggio        | z.t.     |
| 9                         | Wladimiro Panizza      | Gis Gelati             | z.t.     |
| 10                        | Mario Beccia           | Hoonved-Bottecchia     | + 3' 20" |

1905 · 1906 · 1907 · 1908 · 1909 · 1910 · 1911 · 1912 · 1913 · 1914 · 1915 · 1916 · 1917 · 1918 · 1919 · 1920 · 1921 · 1922 · 1923 · 1924 · 1925 · 1926 · 1927 · 1928 · 1929 · 1930 · 1931 · 1932 · 1933 · 1934 · 1935 · 1936 · 1937 · 1938 · 1939 · 1940 · 1941 · 1942 · 1943 · 1944 · 1945 · 1946 · 1947 · 1948 · 1949 · 1950 · 1951 · 1952 · 1953 · 1954 · 1955 · 1956 · 1957 · 1958 · 1959 · 1960 · 1961 · 1962 · 1963 · 1964 · 1965 · 1966 · 1967 · 1968 · 1969 · 1970 · 1971 · 1972 · 1973 · 1974 · 1975 · 1976 · 1977 · 1978 · 1979 · 1980 · 1981 · 1982 · 1983 · 1984 · 1985 · 1986 · 1987 · 1988 · 1989 · 1990 · 1991 · 1992 · 1993 · 1994 · 1995 · 1996 · 1997 · 1998 · 1999 · 2000 · 2001 · 2002 · 2003 · 2004 · 2005 · 2006 · 2007 · 2008 · 2009 · 2010 · 2011 · 2012 · 2013 · 2014 · 2015 · 2016 · 2017 · 2018 · 2019 · 2020 · 2021 · 2022 · 2023 · 2024 · 2025